# Delfínec velrybovitý
Delfínec velrybovitý (Lissodelphis borealis) je druh menšího delfínovitého kytovce, který představuje jednoho ze dvou zástupců rodu Lissodelphis. Vyskytuje se v chladných až teplých vodách Tichého oceánu.   

## Systematika
Druh popsal v roce 1849 americký přírodovědec Titian Peale jako Delphinapterus borealis . Druh byl později přeřazen do rodu Lissodelphis. Název rodu pochází z řeckého lissos, čili „hladký“, což odkazuje k absenci hřbetní ploutve či kýlu, a delphis, neboli „delfín“. Druhové jméno borealis v latině znamená „severní“ a odkazuje na areál rozšíření druhu. Nerozlišují se žádné poddruhy.
České druhové jméno souvisí se skutečností, že delfínec velrybovitý nemá hřbetní ploutev, což je znak podobný kosticovým velrybám. K dalším českým názvům patří delfín černohřbetý, delfín severní nebo plískavice černohřbetá.

## Popis

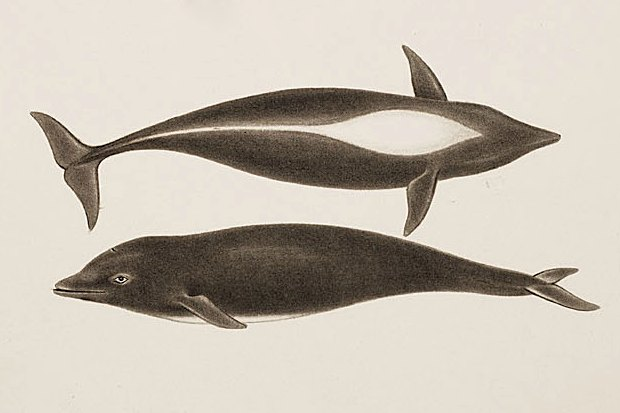
Ilustrace delfínce velrybovitého z roku 1858

Tento menší kytovec má štíhlé protáhlé tělo torpédovitého tvaru bez hřbetní ploutve, což je v rámci jejich areálu rozšíření jednoznačný rozlišovací znak. Samec dosahuje délky kolem 3,1 m a váhy až 115 kg, menší samice měří pouze kolem 2,3 m. Ploutve jsou krátké a úzké. Hlava má krátký, avšak výrazný zobák. Většina těla je černá. Od hrdla po ocasní zářez se táhne bílý pruh, který zasahuje až k bázi prsních ploutví, avšak poté se zužuje do tenkého pásku. Bílá skvrnka se nachází i u konce spodní čelisti. Nedospělí jedinci jsou šedí. Občas se lze setkat s tzv. vířivou (swirled) barevnou morfou, která se vyznačuje větším rozšířením bílé spodiny až na část prsních ploutví a spodní čelist. Ocas je velmi malý a úzký.
Páteř má 88–92 obratlů, z čehož je 7 krčních, 14–17 hrudních, 29–33 bederních a 35–40 ocasních. První dva krční obratle jsou srostlé. V tlamě se ukrývá 37–54 párů zubů.

## Výskyt
Vyskytuje se v chladných a teplých vodách severního Pacifiku mezi přibližně 31–50° s. š. na východě a 35–51° s. š. na západě. Výjimečně se může objevit až v Aljašském zálivu nebo u Aleutských ostrovů. Vyhledává hlubší oceánské vody dále od pevninských šelfů. Populace podél západního pobřeží Severní Ameriky se objevuje také podél pobřeží, a v případě hlubokých příbřežních kaňonů či velkých hloubek v blízkosti pevniny se může objevit u pobřeží i v jiných oblastech. Největší hustoty výskytu dosahuje v oblastech s povrchovou teplotou vody mezi 8–19 °C. Celková populace se odhaduje na stovky tisíc jedinců.

## Biologie a chování

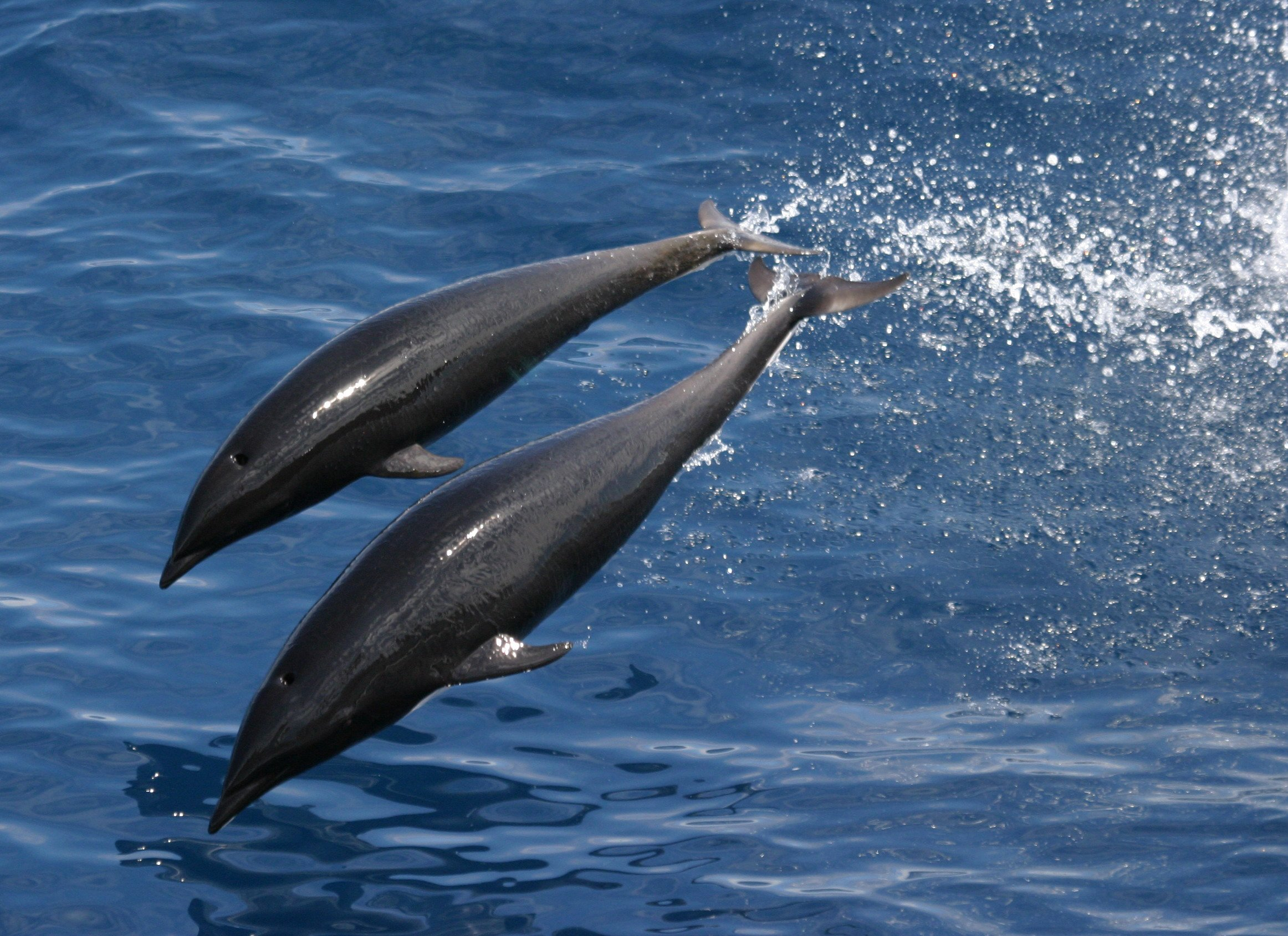
Dvojice delfínců velrybovitých

Jedná se o sociální zvíře, které se běžně pohybuje ve stádech čítajících 100–200, někdy i 2000–3000 jedinců. Může dosahovat rychlosti plavání až 40 km / h, nezřídka se však pohybuje jen velmi pomalu a pouze minimálně narušuje vodní hladinu pro nadechování, takže je velmi těžké jej postřehnout. Nad hladinou se projevuje poměrně výrazným akrobatickým chováním, a to hlavně při rychlém plavání. Někdy se vyhýbá lodím, jindy je následuje a pluje za nimi ve vlnách. Nezřídka se mísí s jinými druhy kytovců; k těm nejčastějším patří plískavice plochočelá (Lagenorhynchus obliquidens), kulohlavec Sieboldův (Globicephala macrorhynchus) a plískavice šedá (Grampus griseus). Z velkých kytovců, se kterými je výskyt delfínce velrybovitého spojován, lze zmínit plejtváka myšoka (Balaenoptera physalus) nebo plejtvákovce šedého (Eschrichtius robustus).
K vrhům dochází nejčastěji v červenci a srpnu. Samice vrhá jen jednou za dva roky jedno mládě o délce kolem 1 metru. Doba gestace trvá kolem 12 měsíců. Pohlavní dospělost nastává ve věku kolem 10 let. Může se dožít nejméně 42 let. K predátorům patrně patří kosatka dravá a velké druhy žraloků. Živí se převážně rybami (lampovníkovití aj.), menší část jídelníčku tvoří i desetiramenatci (Loligo opalescens aj.). Pro kořist se dokáže potopit do hloubek přesahujících 200 m na dobu přes 6 minut, typické ponory však trvají kolem 10–75 vteřin. Ke zvukovým projevům patří opakující se klikání a pískání.

## Vztah k lidem

### Ohrožení
Mezinárodní svaz ochrany přírody (IUCN) druh hodnotí jako málo dotčený, jelikož se jedná o početný druh s velkým areálem rozšíření bez výraznějších indikátorů populačního poklesu. V 70. a 80. letech 20. století nicméně populace delfínců poklesla v důsledku široce rozšířeného používání unášených tenatových sítí. Není zcela jasné, o kolik se populace zmenšila, patrně se bude jednat maximálně o 30 %. V roce 1992 Organizace spojených národů zakázala používání unášených tenatových sítí v mezinárodních vodách, což nechtěnou mortalitu druhu výrazně omezilo. Unášené tenatové sítě jsou nicméně nadále používány ve výlučných ekonomických zónách některých pacifických států a jejich používání v menší míře pokračuje i ilegálně. Není známo, do jaké míry je populace delfínců velrybovitých tímto způsobem rybolovu ovlivňována. Malé množství delfínců velrybovitých je loveno na maso japonskými harpunáři.

### Chov
Delfínec velrybovitý se běžně nechová v zajetí, i když v minulosti k pokusům o odchov došlo ve Spojených státech amerických. Odchycení jedinci však většinou nepřežili déle než několik týdnů, i když je znám případ delfínce velrybovitého, který v zajetí přežil 15 měsíců.